# Fahd bin Sultan Al Saud
Prinz Fahd bin Sultan bin Abdulaziz Al Saud (arabisch فهد بن سلطان بن عبد العزيز آل سعود, DMG Fahd b. Sulṭān b. ʿAbd al-ʿAzīz Āl Saʿūd; * 1950 in Riad) ist ein saudi-arabischer Politiker und Mitglied der Saudi-Dynastie. Er ist seit 1987 Gouverneur der Provinz Tabuk.

## Leben
Fahd wurde 1950 als Sohn des späteren Kronprinzen Sultan geboren und ist damit ein Neffe König Salmans. Seine Mutter Munira stammt aus dem Jiluwi-Zweig der Saudi-Dynastie. Er ist ein Enkel des ersten Königs und Staatsgründers Abdulaziz. Zu seinen Brüdern gehören der ehemalige stellvertretende Verteidigungsminister Khalid bin Sultan sowie der ehemalige Botschafter in den USA, Bandar bin Sultan.
Fahd erhielt 1970 einen Bachelor in Geschichte von der König-Saud-Universität und später in den USA einen Master.
Danach arbeitete er im Ministerium für Arbeit und soziale Angelegenheiten. Im Jahr 1977 wurde er zum stellvertretenden Minister ebenjenes Ministeriums ernannt und war in seinem Amt innerhalb des Ministeriums für Wohlfahrt verantwortlich.
Im Jahr 1987 wurde er als Nachfolger seines Onkels Mamdouh bin Abdulaziz zum Gouverneur der Provinz Tabuk ernannt.
1995 gründete er mit dem „Prinz-Fahd-bin-Sultan-Krankenhaus“ das erste private Krankenhaus innerhalb der Provinz Tabuk.
Fahd gründete 2003 die nach ihm benannte Fahd-bin-Sultan-Universität, die als erste saudische Universität auch Englisch als Unterrichtssprache nutzte. Sie wurde im Jahr 2011 vom damaligen König Abdullah offiziell als Universität anerkannt.

## Familie
Fahd ist verheiratet. Er hat eine Tochter, Sara, und einen Sohn, Faisal.

## Kontroverse
Im Januar 2014 unternahm Fahd einen Jagdausflug in den pakistanischen Distrikt Chagai. Dort jagte er 21 Tage lang Saharakragentrappen, eine damals stark gefährdete Art, die aufgrund von Jagd jährlich etwa 30 % zurückging. Dabei tötete er über 2000 Tiere, was damals etwa 2 % der gesamten Population der Art entsprach. Die Jagdgenehmigung, die er hatte, erlaubte es ihm allerdings nur, bis zu 100 Tiere zu töten. Ob dies für Fahd Folgen hatte, ist nicht bekannt.

## Vorfahren
| Ahnentafel Prinz Fahd | Ahnentafel Prinz Fahd                            | Ahnentafel Prinz Fahd                | Ahnentafel Prinz Fahd                 | Ahnentafel Prinz Fahd                 | Ahnentafel Prinz Fahd                                | Ahnentafel Prinz Fahd                                | Ahnentafel Prinz Fahd              | Ahnentafel Prinz Fahd              |
| --------------------- | ------------------------------------------------ | ------------------------------------ | ------------------------------------- | ------------------------------------- | ---------------------------------------------------- | ---------------------------------------------------- | ---------------------------------- | ---------------------------------- |
| Ururgroßeltern        | Emir Faisal ⚭ Prinzessin Sara Al Mishari Al Saud | Ahmed Al Sudairi ⚭ Hussa Al Nuwairan | Mohammed Al Sudairi ⚭ ?               | Ali Al Suwaidi ⚭ ?                    | Prinz Jiluwi Al Jiluwi Al Saud ⚭ Nura Al Sudairi     | Prinz Nasser Al Thunayyan Al Saud ⚭ ?                | Battal Al Mutayri ⚭ ?              | ? ⚭ ?                              |
| Urgroßeltern          | Emir Abdul Rahman ⚭ Sara Al Sudairi              | Emir Abdul Rahman ⚭ Sara Al Sudairi  | Ahmed Al Sudairi ⚭ Sharifa Al Suwaidi | Ahmed Al Sudairi ⚭ Sharifa Al Suwaidi | Prinz Musaid Al Saud ⚭ Prinzessin al-Jawhara Al Saud | Prinz Musaid Al Saud ⚭ Prinzessin al-Jawhara Al Saud | Musaid Al Mutayri ⚭ ?              | Musaid Al Mutayri ⚭ ?              |
| Großeltern            | König Abdulaziz ⚭ Hussa Al Sudairi               | König Abdulaziz ⚭ Hussa Al Sudairi   | König Abdulaziz ⚭ Hussa Al Sudairi    | König Abdulaziz ⚭ Hussa Al Sudairi    | Prinz Abdulaziz ⚭ Tarfa Al Mutayri                   | Prinz Abdulaziz ⚭ Tarfa Al Mutayri                   | Prinz Abdulaziz ⚭ Tarfa Al Mutayri | Prinz Abdulaziz ⚭ Tarfa Al Mutayri |
| Eltern                | Prinz Sultan ⚭ Prinzessin Munira                 | Prinz Sultan ⚭ Prinzessin Munira     | Prinz Sultan ⚭ Prinzessin Munira      | Prinz Sultan ⚭ Prinzessin Munira      | Prinz Sultan ⚭ Prinzessin Munira                     | Prinz Sultan ⚭ Prinzessin Munira                     | Prinz Sultan ⚭ Prinzessin Munira   | Prinz Sultan ⚭ Prinzessin Munira   |

## Sonstiges
Fahd ist stellvertretender Vorsitzender der „Sultan bin Abdulaziz Al Saud Foundation“ sowie Ehrenpräsident der „Saudi Pharmaceutical Society“. Er ist außerdem Vorsitzender des Kuratoriums der Fahd-bin-Sultan-Universität.